# 4.ª División de Navarra
La 4.ª División de Navarra fue una unidad del Ejército franquista que combatió en la Guerra Civil Española, durante la cual jugó un papel relevante. Mandada por el general Camilo Alonso Vega, la unidad llegó a tomar parte en algunas de las principales batallas de la contienda, como Teruel, Alfambra, Aragón, Ebro y Cataluña.

## Historial
La unidad fue creada el 6 de noviembre de 1937 en Vitoria a partir de la antigua IV Brigada de Navarra, quedando organizada en tres agrupaciones. El mando de la división recayó en el coronel de infantería Camilo Alonso Vega, mientras que el comandante Rafael Cavanillas Prosper ocupaba la jefatura de Estado Mayor.

### Aragón y Levante
Destinada inicialmente en Guadalajara para participar en la prevista ofensiva sobre Madrid, a finales de 1937, debió ser trasladada rápidamente al frente de Teruel para hacer frente a la ofensiva republicana. El 4 de enero de 1938 participó junto a la 150.ª División en el asalto de las alturas de «Celadas», haciendo algunos avances. A comienzos de febrero intervino en la batalla del Alfambra, integrada en el Cuerpo de Ejército Marroquí, durante la cual tuvo una actuación destacada. El 15 de febrero la unidad, con el apoyo de la 108.ª División, rechazó el ataque procedente de las divisiones republicanas 34.ª, 35.ª y 70.ª en el sector de Vivel del Río.
A comienzos de marzo la división, integrada en el Cuerpo de Ejército de Galicia, tomó parte en la ofensiva franquista en el Frente de Aragón, logrando avanzar profundamente en territorio republicano. El 15 de abril fuerzas de la división tomaron Vinaroz, en la costa del Mediterráneo, lo que supuso el corte en dos de la zona republicana. Tras este movimiento, la división tomaría parte en la Ofensiva del Levante, actuando en el sector de la costa. La división, sin embargo, tropezó con una encarnizada resistencia republicana en su frente de la costa. El 18 de mayo fue trasladada al sector de Ares del Maestre-Villafranca del Cid, donde sin embargo fracasaría en su intento de romper el dispositivo defensivo de la Agrupación Toral. Posteriormente quedaría integrada en la «Agrupación Alonso Vega» junto a la 55.ª División, internándose en sus avances en la provincia de Castellón. El 12 de junio realizó un profundo avance que logró alcanzar Borriol y Tozal Gros que obligó al XXII Cuerpo de Ejército a retirarse a la segunda línea defensiva republicana. Sin embargo, habiendo dejado sus flancos desprotegidos, durante los siguientes días las fuerzas de Alonso Vega debieron hacer frente a numerosos contraataques republicanos que paralizaron su avance. Hasta el 30 de junio las divisiones 4.ª y 55.ª no reactivaron su avance en la costa.

### Batalla del Ebro
El 26 de julio, tras el comienzo de la batalla del Ebro, fue enviada al nuevo frente de batalla como refuerzo de las fuerzas que resistían la ofensiva republicana.
Tomó parte en la segunda contraofensiva franquista en el Ebro; el 11 de agosto la 4.ª División de Navarra y la 84.ª División lanzaron un ataque conjunto contra las posiciones republicanas de la Sierra de Pàndols, asaltando las posiciones de la 11.ª División. Durante estos combates la 4.ª de Navarra, que agrupaba a tres banderas de la Legión, sostuvo combates cuerpo a cuerpo con los defensores republicanos. Sin embargo, tras sufrir 2.300 bajas, el 19 de agosto sería sustituida en sus posiciones por la 84.ª División. Con posterioridad quedaría agregada al Cuerpo de Ejército Marroquí. A comienzos de septiembre atacó Corbera junto a la 1.ª División de Navarra, logrando conquistar la localidad el día 4. La ofensiva, sin embargo, dejó agotadas a las fuerzas franquistas. La resistencia republicana en la bolsa del Ebro continuó hasta comienzos de noviembre, cuando el frente se derrumbó. Actuando en la zona norte de la bolsa republicana, la división avanzó y conquistó La Fatarella el 14 de noviembre.
Durante la Batalla del Ebro la 4.ª División de Navarra fue una de las unidades franquistas con más pérdidas, con 8.766 bajas.

### Final de la guerra
En diciembre de 1938 la unidad se encontraba adscrita al Cuerpo de Ejército de Navarra, desplegado en la línea del río Segre. La 4.ª División de Navarra participó en la ofensiva de Cataluña, avanzando por tierras de Lérida, Tarragona y Barcelona. En marzo de 1939 participó en la ofensiva final de la contienda.
La división sería disuelta tras el final de la contienda.